# Monasterio de Sancti Spiritu

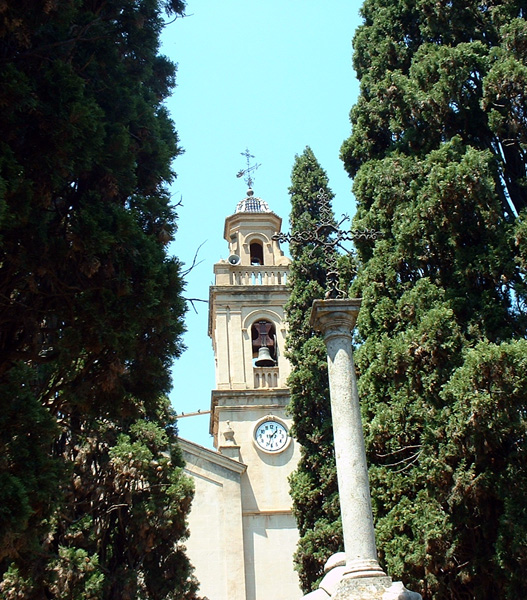
Campanario

El monasterio de Sancti Spiritu, localizado en el municipio español de Gilet (provincia de Valencia), es un monasterio franciscano renovado en el siglo XVII.

## Historia
El monasterio fue fundado por María de Luna, esposa de Martín I de Aragón, a raíz de la pacificación de Sicilia. Para ello contó con la donación de los terrenos de Jaumeta de Poblet, viuda de Pedro Guillermo Catalán, señor de Gilet, que heredó la propiedad junto con su hija Juana, confirmando la donación del Papa Benedicto XIII en 1403. En el testamento de María de Luna, redactado en 1404, donaba a los frailes del Sancti Spiritu el convento del mismo nombre que ella había promovido para ellos, así como una renta de 5.000 sueldos valencianos que se cobrarían de las rentas de Almonacid, aumentada más tarde en 1.500 sueldos que debían destinarse para vestuario y manutención y 500 sueldos más a cobrar de las rentas de Paterna para reparaciones en el edificio.
El rey Fernando el Católico solicitó la cesión del convento de las Trinitarias, accediendo al deseo de sor Isabel de Villena, pero esto no llegó a consumarse y el monasterio permaneció abandonado hasta 1491. En 1692, tuvo lugar la inauguración de la iglesia actual, tras unos años de abandono.
Durante la Guerra de la Independencia Española, los frailes abandonaron el convento convirtiéndose en un hospital. En 1813, vuelven los frailes y ya en la desamortización, los extensos pinares pasan a manos del Estado.
En 1835, los frailes vuelven a abandonar el convento, regresando nuevamente en 1878 declarándolo colegio de misiones para Tierra Santa y Marruecos en 1889 bajo el patronato de la Real Corona.
Tras el paréntesis de la guerra civil española, cobró esplendor con la asistencia de un gran número de novicios, y actualmente mantiene su condición de colegio. Se ha instalado un museo con obras y documentos interesantes, aunque hay que señalar que fundamentalmente, es un lugar de estudio y oración, ofreciendo el servicio de hospicio.
En la actualidad, el Monasterio dispone de una hospedería donde el visitante podrán disfrutar de un ambiente relajado.

## Referencias

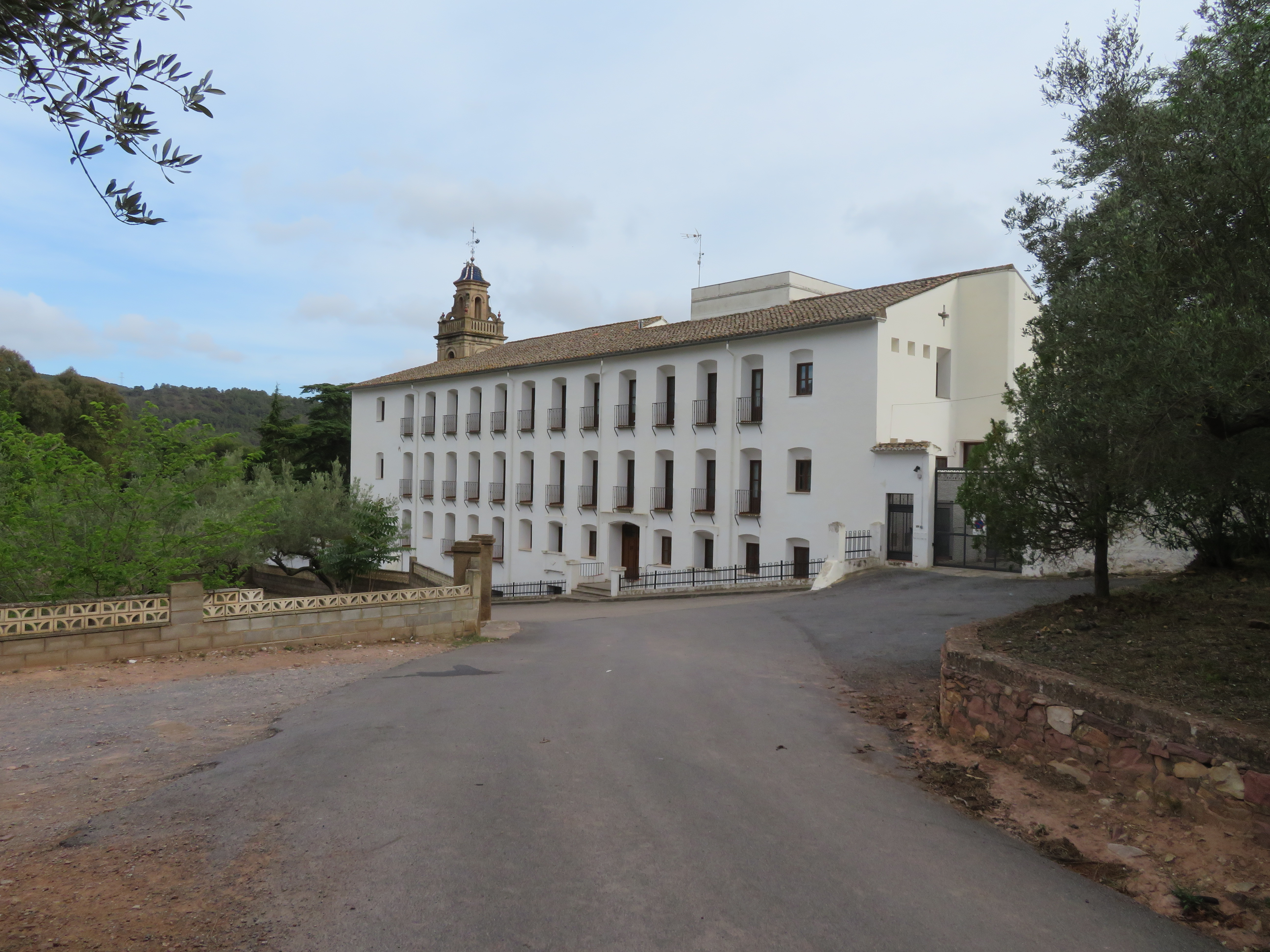
Real Monasterio de Sancti Spiritu